# 港湾運送事業法
港湾運送事業法（こうわんうんそうじぎょうほう、昭和26年5月29日法律第161号）は、港湾運送に関する秩序を確立し、港湾運送事業の健全な発達を図り、もって公共の福祉を増進することに関する日本の法律である。

## 構成
- 第一章　総則（第1条―第3条）
- 第二章　港湾運送事業等（第4条―第22条の4）
- 第三章　港湾運送事業抵当（第23条―第28条）
- 第四章　雑則（第29条―第33条の3）
- 第五章　罰則（第34条―第40条）
- 附則

## 定義

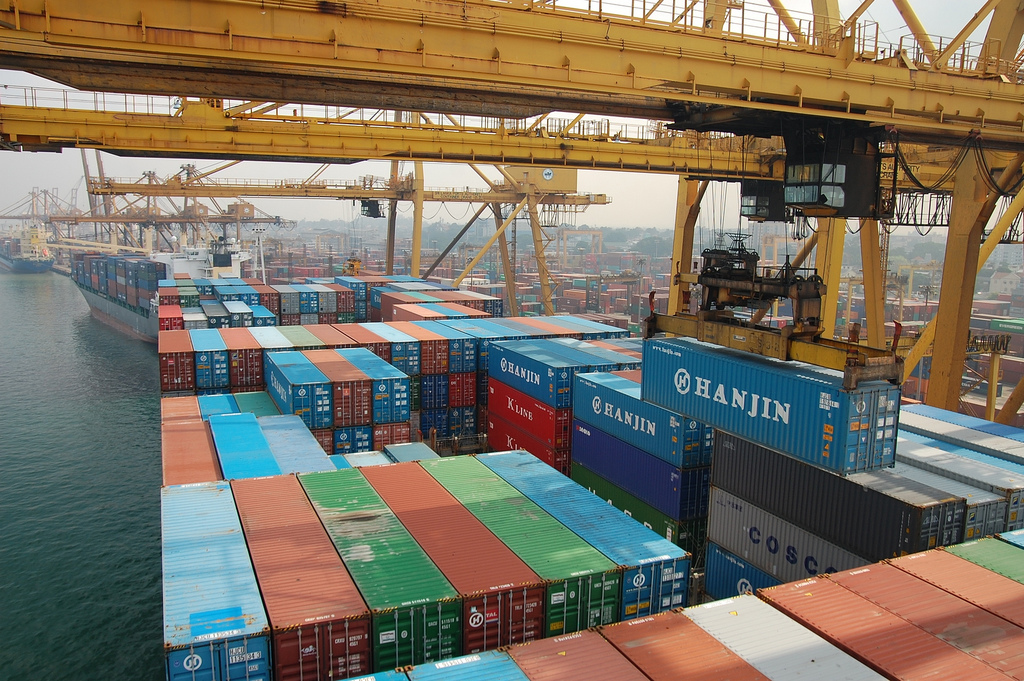
ガントリークレーンによる貨物の積込/船舶からの貨物の取卸（船内荷役）

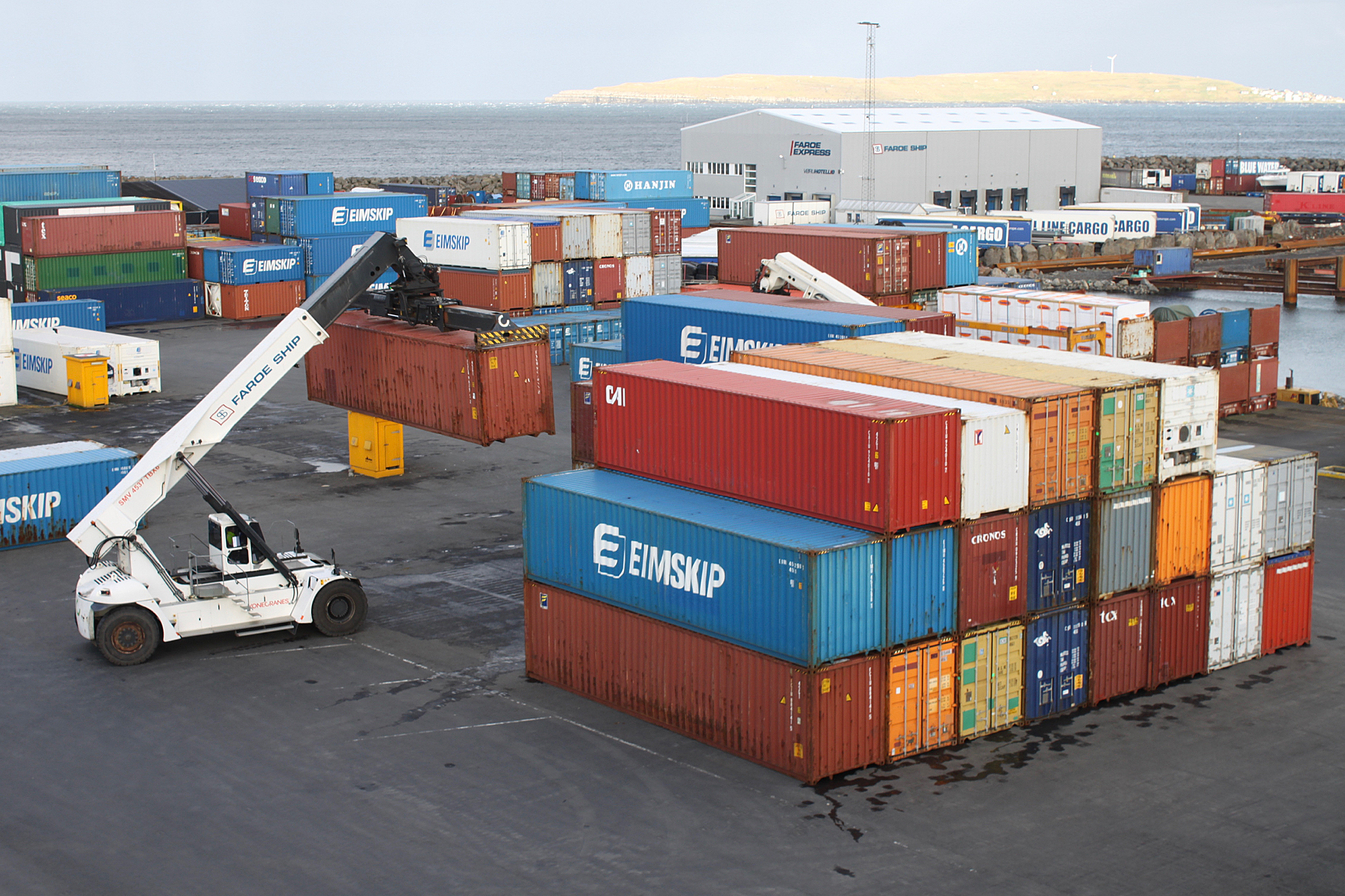
リーチスタッカーによる沿岸荷役作業

### 港湾運送
この法における「港湾運送」は、以下のものである（第2条）。
1. 荷主又は船舶運航事業者の委託を受け、船舶により運送された貨物の港湾における船舶からの受取若しくは荷主への引渡又は船舶により運送されるべき貨物の港湾における船舶への引渡若しくは荷主からの受取にあわせてこれらの行為に先行し又は後続する次号から第五号までに掲げる行為を一貫して行う行為
2. 港湾においてする船舶への貨物の積込又は船舶からの貨物の取卸 （→船内荷役）
3. 港湾における貨物の船舶又は艀による運送、国土交通省令で定める港湾と港湾又は場所との間における貨物の艀による運送又は港湾若しくは指定区間における引船による艀若しくはいかだの曳航[1]
4. 港湾においてする、船舶若しくは艀により運送された貨物の上屋その他の荷さばき場への搬入、船舶若しくは艀により運送されるべき貨物の荷さばき場からの搬出、これらの貨物の荷さばき場における荷さばき若しくは保管又は貨物の船舶若しくは艀からの取卸し若しくは船舶若しくは艀への積込み　（→沿岸荷役）
5. 港湾若しくは指定区間におけるいかだに組んでする木材の運送又は港湾においてする、いかだに組んで運送された木材若しくは船舶若しくは艀により運送された木材の水面貯木場への搬入、いかだに組んで運送されるべき木材若しくは船舶若しくは艀により運送されるべき木材の水面貯木場からの搬出若しくはこれらの木材の水面貯木場における荷さばき若しくは保管
6. 船積貨物の積込又は陸揚を行うに際してするその貨物の箇数の計算又は受渡の証明
7. 船積貨物の積付に関する証明、調査及び鑑定
8. 船積貨物の積込又は陸揚を行うに際してするその貨物の容積又は重量の計算又は証明

該当する業種により、以下の事業として呼ばれる。
- 一般港湾運送事業（第2条第一項第一号に掲げる行為を行う事業）
- 港湾荷役事業（第2条第一項第二号及び第四号に掲げる行為を行う事業）
- はしけ運送事業（第2条第一項第三号に掲げる行為を行う事業）
- いかだ運送事業（第2条第一項第五号に掲げる行為を行う事業）
- 検数事業（第2条第一項第六号に掲げる行為を行う事業）
- 鑑定事業（第2条第一項第七号に掲げる行為を行う事業）
- 検量事業（第2条第一項第八号に掲げる行為を行う事業）

### 港湾運送関連事業
「港湾運送関連事業」とは、営利を目的とするとしないとを問わず、港湾においてする、他人の需要に応じて次に掲げる行為を行なう事業をいう（第2条3）。
- 船舶に積み込まれた貨物の位置の固定
- 積載場所の区画
- 船積貨物の荷造り若しくは荷直し
- 船舶への貨物の積込み若しくは船舶からの貨物の取卸しに先行し若しくは後続する船倉の清掃
- 港湾においてする船積貨物の警備

## 一般港湾運送事業
一般港湾運送事業者は「荷主又は船舶運航事業者の委託を受ける」とされるため、元請の立場となる。
一般港湾運送事業者はさらに４区分される（1951年法）。その免許には限定免許と無限定免許が存在する。
- 限定なし免許[2] - 船舶代理店（エーゼント、ステベとも）
- 一貫元請[2]
- 海貨限定[2] - 「個品・荷主限定」「海運貨物取扱業（海貨業）」とも[2]。
- その他限定[2]

### 海運貨物取扱事業者
海運貨物取扱事業者とは、一般港湾運送事業（一種）のうち、港湾において、荷主の委託を受けて行う個品貨物の沿岸荷役及びはしけ運送を一貫して行う事業者。かつて「回漕業者」「回漕店」と称していた。